# CCC Polsat/2002
Deze pagina geeft een overzicht van de CCC Polsat wielerploeg in 2002.

## Algemeen
Sponsors: CCC
Algemeen manager: Jan Orda
Ploegleiders: Andrzej Sypytkowski, Giancarlo Ghillioni, Dariusz Bigos, Dariusz Zakrezewski
Fietsmerk: Giant

## Renners
| Naam                 | Geboortedatum | Nationaliteit | Ploeg 2001                   |
| -------------------- | ------------- | ------------- | ---------------------------- |
| Marek Galinski       | 01-08-1974    | Polen         | Neo                          |
| David George         | 23-02-1976    | Zuid-Afrika   | Tacconi Sport-Vini Caldirola |
| Tomasz Kłoczko       | 24-09-1971    | Polen         |                              |
| Dawid Krupa          | 12-06-1980    | Polen         |                              |
| Artur Krzeszowiec    | 20-07-1972    | Polen         |                              |
| Jacek Mickiewicz     | 17-04-1970    | Polen         | Atlas-Ambra                  |
| Serhij Oetsjakov     | 11-05-1968    | Oekraïne      | Alexia Alluminio             |
| Łukasz Podolski      | 21-05-1980    | Polen         | Neo                          |
| Piotr Przydział*     | 15-05-1974    | Polen         |                              |
| Felice Puttini       | 18-09-1967    | Zwitserland   |                              |
| Jarosław Rębiewski   | 27-02-1974    | Polen         |                              |
| Quintino Rodrigues   | 01-01-1971    | Portugal      | Geen ploeg                   |
| Radosław Romanik     | 16-01-1967    | Polen         |                              |
| Dariusz Skoczylas    | 23-03-1974    | Polen         | Mróz-Supradyn Witaminy       |
| Ondřej Sosenka       | 09-12-1975    | Tsjechië      |                              |
| Krzysztof Szafranski | 21-11-1972    | Polen         |                              |
| Andrej Teterioek     | 20-09-1967    | Kazachstan    | Mercury-Viatel               |
| Cezary Zamana        | 14-11-1967    | Polen         |                              |
| Jarosław Zarębski    | 26-01-1978    | Polen         | Neo                          |

- Piotr Przydział werd in mei betrapt op dopinggebruik en vanaf 1 juli voor 8 maanden geschorst.

## Belangrijke overwinningen
| GP Mosqueteiros-Rota do Marquês 4e etappe: Andrej Teterioek Ronde van Uruguay 3e etappe: Jarosław Zarębski Wielerweek van Lombardije 2e etappe: Andrej Teterioek Szlakiem Grodòw Piastowskich 1e etappe: Jacek Mickiewicz 3e etappe: Jacek Mickiewicz Eindklassement: Krzysztof Szafranski Vredeskoers 4e etappe: Ondřej Sosenka 7e etappe: Jacek Mickiewicz 10e etappe: Ondřej Sosenka Eindklassement: Ondřej Sosenka Euskal Bizikleta 2e etappe: Serhij Oetsjakov GP Ostrowca Swietokrzyskiego Winnaar: Jacek Mickiewicz | Nationale kampioenschappen Polen (individuele tijdrit): Krzysztof Szafranski Koers van de Olympische Solidariteit 2e etappe: Jacek Mickiewicz 4e etappe: Jacek Mickiewicz 5e etappe: Ondřej Sosenka Eindklassement: Radosław Romanik Ronde van Bohemen 2e etappe: Ondřej Sosenka Ronde van Mazovië 1e etappe: Jacek Mickiewicz 3e etappe: Tomasz Kłoczko 5e etappe: Jacek Mickiewicz Eindklassement: Jacek Mickiewicz Ronde van Polen 6e etappe: Cezary Zamana 8e etappe: Ondřej Sosenka Aziatische Spelen Individuele tijdrit: Andrej Teterioek |

## Teams

### Ronde van Portugal
2 augustus–15 augustus
- [81.] Quintino Rodrigues
- [82.] Andrej Teterioek
- [83.] Łukasz Podolski
- [84.] Ondřej Sosenka
- [85.] Radosław Romanik
- [86.] Dariusz Skoczylas
- [87.] Serhij Oetsjakov
- [88.] Jacek Mickiewicz
- [89.] Jarosław Zarębski

### Ronde van Polen
9 september–15 september
- [1.] Ondřej Sosenka
- [2.] Jacek Mickiewicz
- [3.] Radosław Romanik
- [4.] Cezary Zamana
- [5.] Dariusz Skoczylas
- [6.] Quintino Rodrigues
- [7.] Serhij Oetsjakov
- [8.] Andrej Teterioek

2000 · 2001 · 2002 · 2003 · 2004 · 2005 · 2006 · 2007 · 2008 · 2009 · 2010 · 2011 · 2012 · 2013 · 2014 · 2015 · 2016 · 2017 · 2018 · 2019 · 2020